# خاندان ناکاتومی
خاندان ناکاتوومی (به ژاپنی: 中臣氏 Nakatomi clan)، یک گروه خویشاوندی اشرافی ژاپنی خاندان اوجی بودک این خاندان ادعا می‌کند که از تبار آمه نو کویانه است.